# Іноземна допомога голодуючим в УСРР 1922—1923
Іноземна допомога голодуючим в УСРР 1922—1923

На відміну від РСФРР, куди іноземна гуманітарна допомога почала надходити на прохання РНК РСФРР від початку голоду – з осені 1921, в Україні (див. Голод 1921–1922 років в УСРР) її надходження було організовано лише 1922, коли голод був уже в розпалі, і не на прохання владних органів, а з ініціативи іноземних філантропічних організацій. Затримка надання допомоги неврожайним місцевостям УСРР зумовлювалася позицією ЦК РКП(б). Намагаючись спрямувати допомогу переважно в Поволжя, він забороняв РНК УСРР розголошувати інформацію про голод на території УСРР. Першими запропонували допомогу голодуючим УСРР меноніти США (див. також Американська менонітська допомога), Канади і Нідерландів. У жовтні 1921 український уряд уклав угоду про допомогу з міжнародним менонітським комітетом. У грудні того ж року аналогічну угоду було підписано з Нансена місією, а в січні 1922 – з Американською адміністрацією допомоги (АРА). Однак навіть після укладання відповідних угод роботі доброчинних організацій на радянській території чинилися всілякі перешкоди, оскільки влада підозрювала "непролетарські організації" в антирадянській діяльності під прикриттям доброчинності. Менонітів не пускали в Україну до березня 1922, а АРА і місію Нансена – до травня 1922.
Влітку 1922 ЦК РКП(б) зробив нову спробу заблокувати іноземну допомогу голодуючим УСРР. Під час роботи міжнародного з'їзду комітетів і комісій допомоги голодуючим (липень 1922, Берлін) делегація РСФРР, яка була уповноважена захищати інтереси радянських республік, не повідомила учасників з'їзду про те, що голод в Україні не подолано. Однак на цей раз представники УСРР все-таки спромоглися укласти угоди з іноземними доброчинними організаціями – з французьким Червоним Хрестом, Комітетом охорони здоров'я Ліги Націй, Товариством допомоги німецьким колоністам Чорноморського узбережжя, американською організацією "Форвардс", комітетом Міжнародної робітничої допомоги (Міжробдопом), а також американським єврейським об'єднаним комітетом "Джойнт" та деякими іншими організаціями, які вийшли зі складу АРА.
У серпні 1922 іноземні організації забезпечували харчуванням 1,8 млн жителів неврожайних губерній України, в той час як комісії допомоги голодуючим при радах – 425,6 тис. Тільки 1922 іноземні орг-ції допомоги завезли в УСРР бл. 2,3 млн пудів продовольства (8 % із заг. суми пожертв, які надійшли в рад. республіки із закордону). Це майже стільки, скільки зібрала для голодуючих Росії й України комісія допомоги голодуючим ВУЦВК (ЦК Допгол; див. Комісії допомоги голодуючим). За весь час діяльності в Україні АРА надала голодуючим 180,9 млн пайків, місія Нансена – 12,2 млн, Міжробдоп – 383 тис. Допомога ін. доброчинних орг-цій була значно меншою.
1922–23 на прохання радянського уряду іноземні орг-ції надавали переважно виробничу допомогу. До квітня 1923 вони завезли в Україну 250 тис. кіс, 100 плугів, 428 жниварок, 100 сортувалок, 400 віялок, 149 тракторів, 1335 коней, 500 корів, більше 15 вагонів насіння, обладнання для 15 сироварень і книжки з с. госп-ва для 40 сільських бібліотек. У той же час на кредити ЦК Допголу селяни неврожайних губерній придбали 19 молотарок, 101 сівалку, 459 плугів і 396 борон, 328 коней і 60 тракторів. Найбільш спроможною серед іноземних орг-цій була "Джойнт". Від робітничих і комуністичних партій виробничу допомогу надавали Міжробдоп і Товариство технічної допомоги Росії.